# Никола Фасио дьо Дюилие
Никола Фасио дьо Дюилие (на английски: Nicolas Fatio de Duillier) е швейцарски астроном и математик.

## Биография
Роден е на 26 февруари 1664 година в Дюилие, Швейцария. Семейството му има италиански произход. Още млад Дюилие се установява в Лондон и през 1688 става член на Британското кралско научно дружество.
Той се опитва да изчисли разстоянието от Земята до Слънцето и прави технически подобрения в телескопите. Известен е и с това, че поставя началото на спора между своя приятел Исак Нютон и Готфрид Лайбниц за това кой е изобретил математическия анализ. Той е и сред първите привърженици на гравитационната теория на Жорж-Луи Льо Саж.
Умира на 12 май 1753 година на 89-годишна възраст.